# Солеро
Солеро (итал. Solero) је насеље у Италији у округу Алесандрија, региону Пијемонт.
Према процени из 2011. у насељу је живело 1426 становника. Насеље се налази на надморској висини од 102 м.

## Становништво
Према резултатима пописа становништва 2011. у општини је живело 1.660 становника.
| 1931. | 1936. | 1951. | 1961. | 1971. | 1981. | 1991. | 2001. | 2011. |
| ----- | ----- | ----- | ----- | ----- | ----- | ----- | ----- | ----- |
| 2.800 | 2.728 | 2.670 | 2.400 | 2.051 | 1.846 | 1.718 | 1.685 | 1.660 |